# Days (manga)
Days (デイズ Deizu?) es una manga japonés escrito e ilustrado por Tsuyoshi Yasuda. Es serializado en la revista Shūkan Shōnen Magazine de la editorial Kodansha. Hasta la fecha, se han publicado un total de 42 volúmenes. Una adaptación a serie anime producida por el estudio MAPPA fue estrenada el 2 de julio de 2016. Ganó un reconocimiento como "Mejor manga shōnen" en la 40.ª edición del Premio de Manga Kōdansha. Days es el segundo manga de fútbol escrito por Yasuda, el primero fue Furimukuna Kimi wa (振り向くな君は?), publicado entre 2010 y 2011. El manga sigue la historia de  Tsukushi Tsukamoto y Jin Kazama a medida que empiezan a jugar a fútbol juntos en Seiseki High School.

## Argumento
Days narra los esfuerzos de Tsukushi Tsukamoto, un adolescente tímido, torpe y acosado a punto de comenzar la escuela secundaria. Tsukushi decide asistir a la Secundaria Seiseki para acompañar a su vecina y amiga de la infancia, Sayuri Tachibana, quien es un año mayor que él. Cuando es intimidado después de visitar a Sayuri en su trabajo, Tsukushi es salvado por Jin Kazama, que asusta a los agresores atacandolos con nunchakus, y se declara como un "vagabundo perdido en la ciudad". Jin le pregunta a Tsukushi si le gusta el fútbol y lo invita a acompañarlo esa misma noche a un partido de fútbol debido a que a su equipo le falta un jugador. Tsukushi sorprende a Jin al presentarse después de correr casi diez kilómetros bajo la lluvia y sin un zapato, después de otro encuentro con sus matones. Jin es un prodigio del fútbol.
Bajo, joven y torpe, Tsukushi a pesar de jugar bastante mal, siguió corriendo durante todo el partido a pesar de haberse lesionado el pie, mostrando un esfuerzo tal que motivó a sus otros compañeros de equipo. Después de un sprint final, Tsukushi se las arregla para marcar el gol decisivo, estrellando la cabeza contra el poste al hacerlo. Más tarde se da cuenta de que Jin también cursará su primer año en Seiseki, y decide unirse al club de fútbol para jugar con él, sin saber que el club de fútbol de Seiseki es famoso nacionalmente y recibe estudiantes de todo el país que llegan allí a jugar fútbol. Se las arregla para unirse al equipo a pesar de ser muy frági, débil y torpe gracias a sus continuos esfuerzos e increíble perseverancia, además, muestra una increíble capacidad de motivar al resto del equipo a trabajar tan duro como sea posible. A medida que la historia progresa, Tsukushi se convierte de manera lenta pero segura en un mejor jugador.

## Personajes

### Principales
Tsukushi Tsukamoto (柄本 つくし Tsukamoto Tsukushi?)
Voz por: Takuto Yoshinaga
Es un estudiante de secundaria que juega como delantero para la Secundaria Seiseki. Aunque es bastante torpe al principio, Tsukushi muestra una perseverancia y esfuerzo increíbles que le permiten convertirse en una parte fundamental del equipo. Tsukushi perdió a su padre cuando era niño y vive con su madre, que está paralizada y tiene que usar una silla de ruedas. Si bien tiene una capacidad física limitada, Tsukushi finalmente empieza a mostrar una gran habilidad perceptiva que le permite ser de mayor ayuda para su equipo.
Jin Kazama (風間 陣 Kazama Jin?)
Voz por: Yoshitsugu Matsuoka
Es un estudiante de primer año en la Secundaria Seiseki, como Tsukushi, y al igual que él, juega como delantero. A diferencia de Tsukushi, es considerado un genio del fútbol, alto, bien parecido, excéntrico y muy popular y extrovertido. También parece distante y un poco desmotivado antes de encontrarse con Tsukushi. Rara vez sigue las reglas, lo que puede hacer gracias a su ingenio. Es un fan devoto de Bruce Lee. Siempre que Tsukushi necesita un pañuelo, Jin a menudo le da un par de bragas. Su encuentro al azar con Tsukushi reaviva su pasión por el fútbol. 

### Secundaria Seiseki

#### Club de fútbol
Hisahito Mizuki (水樹 寿人 Mizuki Hisahito?)
Voz por: Daisuke Namikawa
Es la estrella y capitán del equipo de fútbol de Seiseki. Al igual que Tsukushi, nunca había jugado fútbol antes de llegar a la escuela y era un terrible jugador en su primer año, pero se convirtió en un jugador increíble gracias a su esfuerzo extraordinario y a sus increíbles habilidades físicas. Ahora en su último año, se unirá al equipo de fútbol profesional de Kashima después de la graduación. Es aficionado a usar neologismos para explicar sus objetivos.
Atsushi Kimishita (君下 敦 Kimishita Atsushi?)
Voz por: Daisuke Ono
Es un estudiante de segundo año que juega como centrocampista ofensivo. Como el jugador número 10 Kimishita es el creador de juego del equipo de Seiseki. Trabaja en la tienda de sus padres y es un gran estudiante. Un especialista en las jugadas de pelota parada, tiene también un mal temperamento. Fuera de la cancha tiene una gran rivalidad con Oshiba, con quien discute todo el tiempo, pero dentro de la cancha se complementan uno al otro a la perfección.
Kiichi Oshiba (大柴 喜一 Ōshiba Kiichi?)
Voz por: Mamoru Miyano
Es un estudiante de segundo año que juega como delantero. Se afirma que es el jugador más completo del equipo, siendo proficiente en muchas posiciones. Al comienzo de la historia es sustituido con frecuencia por Tsukushi durante la segunda mitad de los juegos. Anteriormente conocido por su falta de compromiso, Kiichi parecía sólo preocupado por marcar goles, dejando a la defensa y el trabajo táctico para sus compañeros de equipo. Como los demás, el increíble esfuerzo y la perseverancia de Tsukamoto lo llevan a cambiar su estilo, convirtiéndose en un mucho mejor jugador y mostrando mucho sacrificio por el equipo. Es de una familia rica y privilegiada, pero es bastante tonto y prepotente.
Yūta Usui (臼井 雄太 Usui Yūta?)
Voz por: Takahiro Sakurai
Él es un estudiante de tercer año, y el segundo capitán del equipo de Seiseki. Como defensa, Usui se caracteriza por su capacidad táctica y por su frialdad a la hora de enfrentar a rivales poderosos. Es el líder de la defensa y los demás jugadores se refieren a él con frecuencia como "sargento."
Chikako Ubukata (生方 千加子 Ubukata Chikako?)
Voz por: Mariya Ise
Es una compañera de clase de Tsukushi y Jin. Al comienzo de la historia es una estudiante arrogante y popular, egoísta en un primer momento y es bastante dura con Tsukushi. Después de recibir una gran cantidad de críticas por una novela que escribió, decidió dejar de escribir, así que cuando descubre la perseverancia y el esfuerzo de Tsukushi a pesar de las críticas de muchos (incluyendo las suyas propias) se suaviza con él y decide unirse al equipo como asistente del entrenador. A medida que avanza la historia Chikako empieza a apasionarse por el fútbol y muestra un talento natural para entender aspectos tácticos del juego.

### Otros
Sayuri Tachibana (橘 小百合 Tachibana Sayuri?)
Voz por: Ayane Sakura
Es amiga de la infancia y vecina de Tsukushi, a quien llama Tsuku-chan. Estudia su segundo año en Seiseki y trabaja en un restaurante de comida rápida.

## Lanzamiento

### Manga
La serie fue publicada por primera vez en Kodansha, y serializada en la Shūkan Shōnen Magazine. El primer volumen del manga fue lanzado el 17 de julio de 2013, dieciséis volúmenes han sido estrenados en total.

### Anime

#### Lista de episodios
| # | Título | Estreno              |
| - | --- | -------------------- |
| 1 | «Solo con eso, siento que puedo seguir corriendo por siempre» «Sore dake de boku wa doko made mo hashireru ki ga suru nda» (それだけで僕はどこまでも走れる気がするんだ)                 | 2 de julio de 2016   |
| 2 | «Quiero ser parte del sueño» «Yume no ichiin ni naritai» (夢の一員になりたい) | 9 de julio de 2016   |
| 3 | «Jugar a fútbol contigo es muy divertido, idiota» «Omae to sakkā suru no wa mechakucha tanoshī ze baka yarō» (お前とサッカーするのはめちゃくちゃ楽しいぜバカ野郎)                       | 16 de julio de 2016  |
| 4 | «Quiero arriesgar la vida para vivir» «Inochi kakete boku wa ikitain desu» (命かけて僕は生きたいんです)                                                                                 | 23 de julio de 2016  |
| 5 | «Por eso seguiré corriendo, Kazama-kun» «Dakara boku wa korekara mo hashiru yo Kazama-kun» (だから僕はこれからも走るよ風間くん)                                                         | 30 de julio de 2016  |
| 6 | «Correr por alguien. Esa es la clase de fútbol que quiero jugar» «Dareka no tame ni hashirimasu: sore ga boku no mezasu sakkā desu» (誰かのために走ります それが僕の目指すサッカーです) | 6 de agosto de 2016  |
| 7 | «Deseo pagar mi deuda, aunque sea un poco» «せめて少しでも恩返しがしたい» (Semete sukoshi demo ongaeshi ga shitai)                                                                      | 13 de agosto de 2016 |

## Recepción
El volumen 2 alcanzó el puesto 44 en las listas semanales de Oricon manga y, hasta el 22 de septiembre de 2013, vendió 24,745 copias, el volumen 3 alcanzó el puesto 36 y, hasta el 24 de noviembre de 2013, vendió 35.528 copias; el volumen 4 alcanzó el lugar 41 y, hasta el 19 de enero de 2014, vendió 24.837 copias; el volumen 5 alcanzó el lugar 32 y, hasta el 23 de marzo de 2014, vendió 41,911 copias; el volumen 6 alcanzó el puesto 40 y, hasta el 18 de mayo de 2014, vendió 25.067 copias; el volumen 7 alcanzó el lugar 25 y, hasta el 20 de julio de 2014, vendió 34,421 copias; el volumen 8 alcanzó el lugar 18 y, hasta el 21 de septiembre de 2014 vendió 41,871 copias; el volumen 9 alcanzó el lugar 21 y, hasta el 21 de diciembre de 2014 vendió 44,586 copias; el volumen 10 alcanzó el lugar 20 y hasta el 22 de febrero de 2015, vendió 49.901 copias.
La serie fue nominada a Mejor Manga Shonen en la 39.ª edición del 'Premio Kodansha de Manga' y ganó como el Mejor Manga Shonen en la 40.ª edición de Kodansha Manga Award. También fue el número doce en Nationwide Bookstore Employees' Recommended Comics de 2014.

## Banda sonora

### Tema de apertura
«Wake We Up» interpretado por HOWL BE QUIET

### Tema de cierre
«EVERLASTING DAYS» interpretado por el Seiseki High School Soccer Club (Takuto Yoshinaga, Yoshitsugu Matsuoka, Daisuke Namikawa, Daisuke Ono y Mamoru Miyano)